# Scytodes mangabeiras
Scytodes mangabeiras là một loài nhện trong họ Scytodidae.
Loài này thuộc chi Scytodes. Scytodes mangabeiras được miêu tả năm 2009 bởi Rheims & Antonio D. Brescovit.